# Kenei Mabuni

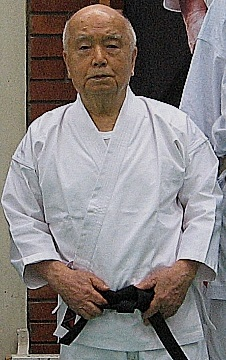

Kenei Mabuni |摩文仁 賢榮| (Shuri, 13 febbraio 1918 – Osaka, 19 dicembre 2015) è stato un artista marziale giapponese.

## Biografia
Kenei Mabuni nacque a Shuri, (Okinawa). Figlio di Kenwa Mabuni, il fondatore dello Shitō-ryū ed uno dei più importanti esperti di karate della storia di arti marziali. Nell'infanzia è entrato in contatto con alcuni dei più grandi maestri come Chōjun Miyagi, Funakoshi Gichin, e Chōki Motobu. Si è allenato durante la sua vita nella pratica del karate e di altre arti marziali come l'aikidō, il kendō, il kobudō, jujutsu, jūdō, e ninjutsu. All'età di 34 anni divenne il capo dello Shitō-ryū.